# Mocrea, Arad
Mocrea este un sat ce aparține orașului Ineu din județul Arad, Crișana, România.

### Date istorice
Satul este atestat documentar încă din anul 1160, cu numele de Villa Aqua iar în 1199 sub numele de Macra. 
Aici se găsește un castel construit în 1864 (Castelul Solymosy), monument istoric, în prezent folosit ca spital. 
Pivnițele de la Mocrea datează din secolul XVII și sunt de mari dimensiuni, săpate direct în stâncă.

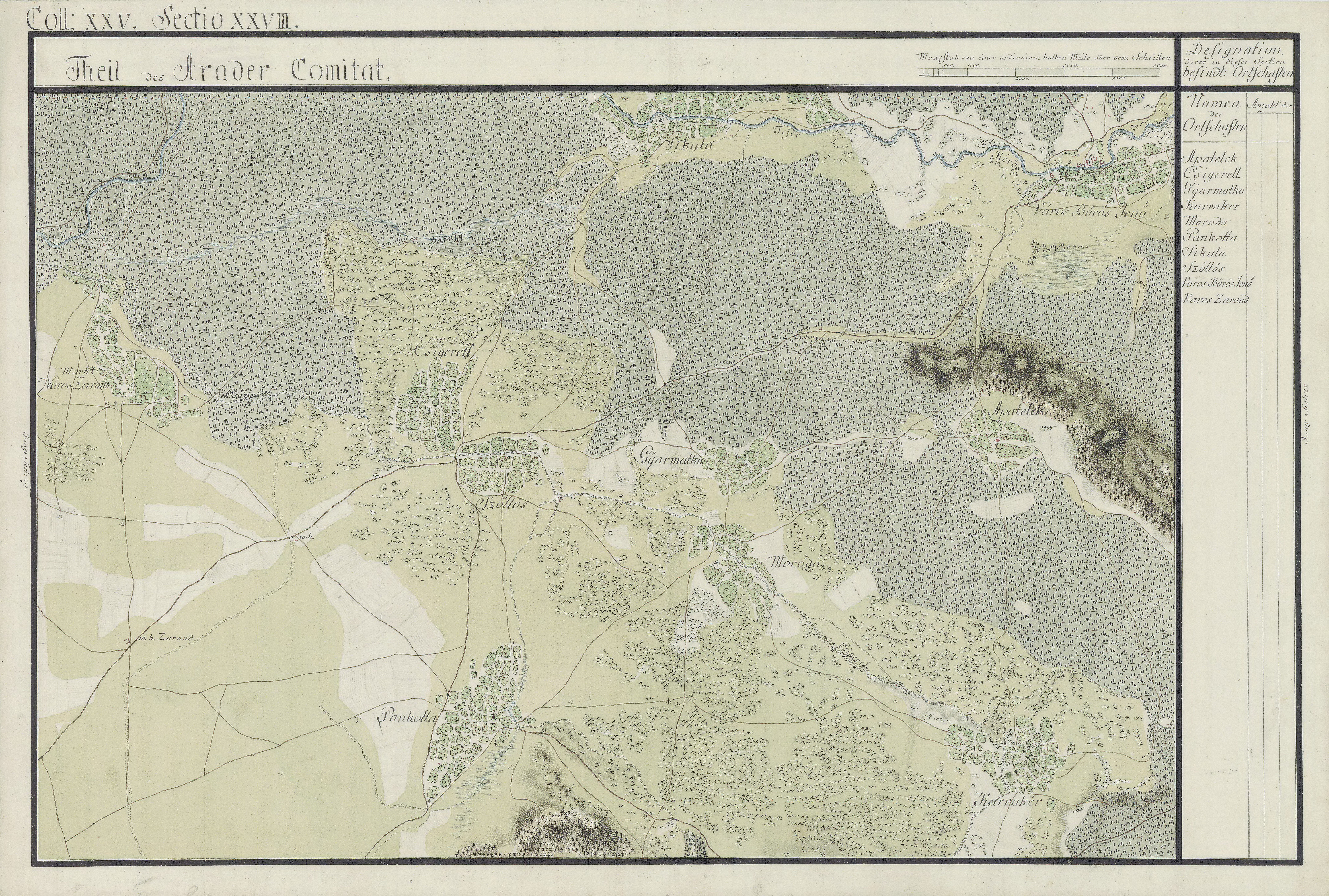
Mocrea în Harta Iozefină a Comitatului Arad, 1782-85